# Walter F. Frear

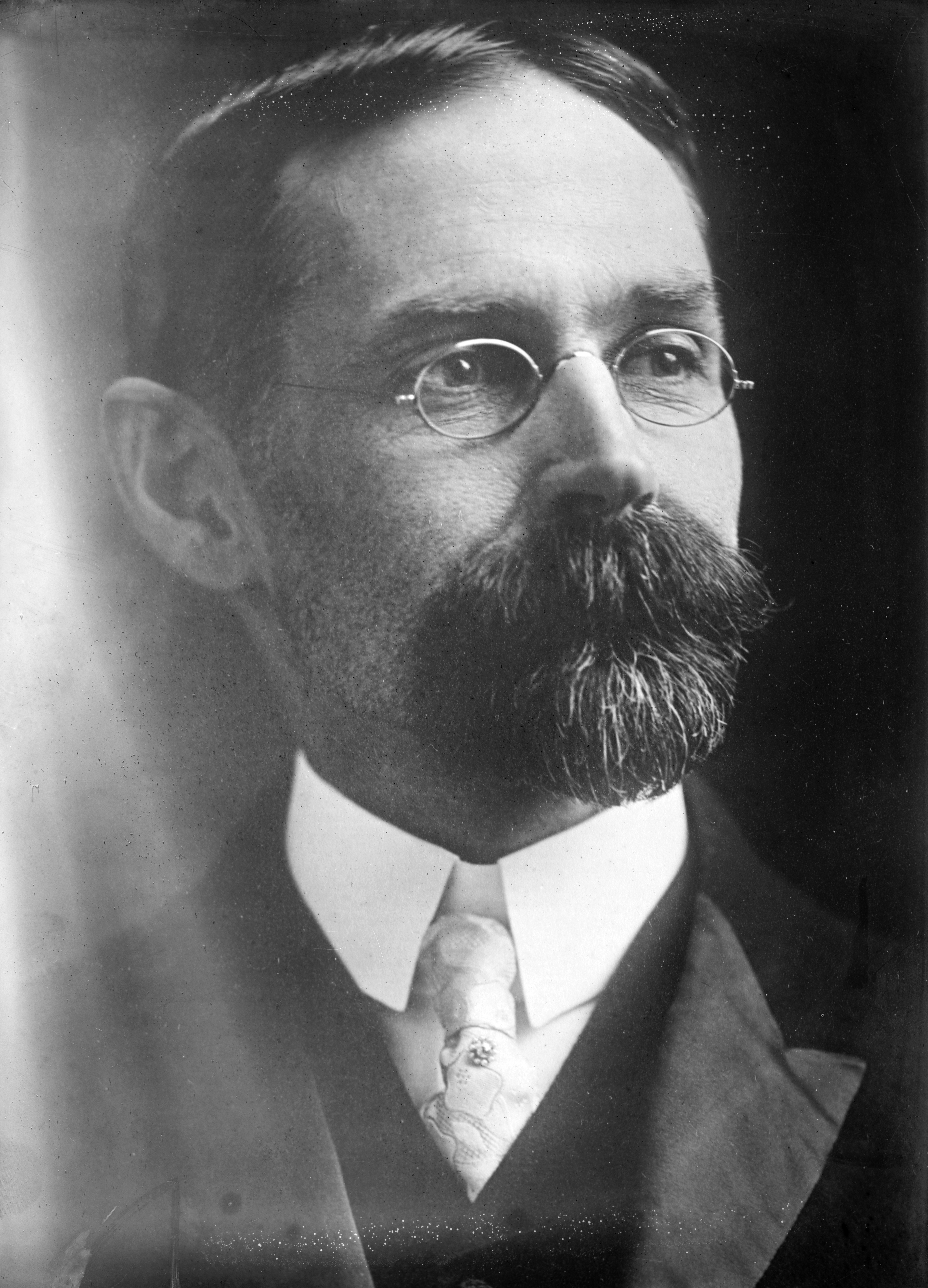
Walter Francis Frear

Walter Francis Frear (* 29. Oktober 1863 in Grass Valley, Kalifornien; † 22. Januar 1948 in Honolulu, Hawaii) war von 1907 bis 1913 der dritte Gouverneur des Hawaii-Territoriums. Frear war Mitglied der Republikanischen Partei und Oberster Staatsrichter (Chief Justice) am Hawaiʻi Supreme Court.
Walter Frear war der Sohn eines Pastors und Missionars. Im Jahr 1870 kam er mit seinen Eltern in das damalige Königreich Hawaiʻi. Im Jahr 1881 absolvierte er die Punahou School in Honolulu. Nach einem Jurastudium an der Yale University und seiner Zulassung als Rechtsanwalt begann er in seinem neuen Beruf zu arbeiten. Im Januar 1893 wurde er, noch von der königlichen Regierung zum Bezirksrichter ernannt. Nach dem Umsturz auf Hawaii erfolgte im März des gleichen Jahres seine Berufung zum Richter am Obersten Gerichtshof der neuen Regierung. Im Jahr 1900 schließlich wurde er zum Obersten Richter der inzwischen zum US-Territorium erhobenen Hawaii Inseln ernannt. Politisch schloss er sich der Republikanischen Partei an. Am 15. August 1907 wurde er von Präsident Theodore Roosevelt zum neuen Territorialgouverneur für Hawaii ernannt. Dieses Amt bekleidete er auch unter Roosevelts Nachfolger William Howard Taft. Nach dem Regierungsantritt des demokratischen Präsidenten Woodrow Wilson wurde er im Jahr 1913 von Lucius E. Pinkham abgelöst.